# Список земноводних Швеції
Цей список є списком видів земноводних, спостережених на території Швеції. У фауні Швеції спостерігається лише 13 видів земноводних: 11 видів жаб, та два види саламандр.

## Ряд Хвостаті (Caudata)
Представники ряду Хвостаті відрізняються від інших сучасних земноводних видовженим тілом та наявністю у дорослих тварин хвоста. До нього відносяться саламандри та тритони. Налічує понад 580 видів, з них у Швеції трапляється 2 види.

### Родина Саламандрові (Salamandridae)
| Українська назва                     | Шведська назва          | Латинська назва      | Автор таксона  | Статус МСОП | Поширення у Швеції | Зображення |
| Ряд: Хвостаті (Caudata)              |                         |                      |                |             | |            |
| Родина: Саламандрові (Salamandridae) |                         |                      |                |             | |            |
| Тритон звичайний                     | Mindre vattensalamander | Lissotriton vulgaris | Linnaeus, 1758 | LC          | Вид поширений у південній та центральній Швеції, а також на півночі уздовж узбережжя Норрланду до Онгерманланду             |            |
| Тритон гребінчастий                  | Större vattensalamander | Triturus cristatus   | Laurenti, 1768 | LC          | У Швеції вона зустрічається по всій Йоталанді, у південному і східному Свеаланді, у східному Норрланді, аж до Онгерманланду |            |

## Ряд Безхвості (Anura)
До ряду відносяться жаби та ропухи. Ряд налічує понад 6000 видів, з яких у Швеції трапляється 11 видів.

### Родина Кумкові (Bombinatoridae)
| Українська назва                 | Шведська назва | Латинська назва | Автор таксона  | Статус МСОП | Поширення у Швеції                                                                              | Зображення |
| Ряд: Безхвості (Anura)           |                |                 |                |             |                                                                                                 |            |
| Родина: Кумкові (Bombinatoridae) |                |                 |                |             |                                                                                                 |            |
| Кумка червоночерева              | Klockgroda     | Bombina bombina | Linnaeus, 1761 | LC          | Рідкісний. Трапляється лише у ландскапі Сконе. Чисельність шведської популяції 3-4 тис. особин. |            |

### Родина Ропухові (Bufonidae)
| Українська назва             | Шведська назва          | Латинська назва | Автор таксона    | Статус МСОП | Поширення у Швеції | Зображення |
| Ряд: Безхвості (Anura)       |                         |                 |                  |             | |            |
| Родина: Ропухові (Bufonidae) |                         |                 |                  |             | |            |
| Ропуха звичайна              | Vanlig padda            | Bufo bufo       | Linnaeus, 1758   | LC          | Мозаїчно по всій країні |            |
| Ропуха зелена                | Grönfläckig padda       | Bufo viridis    | (Laurenti, 1768) | LC          | Рідкісний вид. Відомо кілька популяцій на півдні країни у ландскапах Сконе, Блекінге, на островах Готланд та Еланд.           |            |
| Ропуха очеретяна             | Strandpadda, Stinkpadda | Bufo calamita   | (Laurenti, 1768) | LC          | Рідкісний вид. Відомо кілька популяцій на півдні країни на острові Готланд, у ландскапах Сконе, Блекінге, Галланд та Богуслен |            |

### Родина Райкові (Hylidae)
| Українська назва          | Шведська назва | Латинська назва | Автор таксона  | Статус МСОП | Поширення у Швеції                                             | Зображення |
| Ряд: Безхвості (Anura)    |                |                 |                |             |                                                                |            |
| Родина: Райкові (Hylidae) |                |                 |                |             |                                                                |            |
| Райка деревна             | Lövgroda       | Hyla arborea    | Linnaeus, 1758 | LC          | Рідкісний. Трапляється лише у ландскапі Сконе на півдні країни |            |

### Родина Часничницеві (Pelobatidae)
| Українська назва                   | Шведська назва | Латинська назва  | Автор таксона    | Статус МСОП | Поширення у Швеції                                             | Зображення |
| Ряд: Безхвості (Anura)             |                |                  |                  |             |                                                                |            |
| Родина: Часничницеві (Pelobatidae) |                |                  |                  |             |                                                                |            |
| Часничниця звичайна                | Lökgroda       | Pelobates fuscus | (Laurenti, 1768) | LC          | Рідкісний. Трапляється лише у ландскапі Сконе на півдні країни |            |

### Родина Жаб'ячі (Ranidae)
| Українська назва          | Шведська назва | Латинська назва       | Автор таксона   | Статус МСОП | Поширення у Швеції | Зображення |
| Ряд: Безхвості (Anura)    |                |                       |                 |             | |            |
| Родина: Жаб'ячі (Ranidae) |                |                       |                 |             | |            |
| Жаба їстівна              | Ätlig groda    | Pelophylax esculentus | Linnaeus, 1758  | LC          | Звичайний вид у ландскапі Сконе на півдні країни, є ізольована популяція в Естерйотланді, та завезений на острів Еланд |            |
| Жаба ставкова             | Gölgroda       | Pelophylax lessonae   | Camerano, 1882  | LC          | Мозаїчно на півдні країни                                                                                              |            |
| Жаба гостроморда          | Åkergroda      | Rana arvalis          | Nilsson, 1842   | LC          | Поширена по всій країні до висоти 1000 м над рівнем моря.                                                              |            |
| Жаба прудка               | Långbensgroda  | Rana dalmatina        | Bonaparte, 1840 | LC          | Поширений на півдні Швеції у ландскапах Сконе, Блекінге, Галланд та поблизу міста Кальмар                              |            |
| Жаба трав'яна             | Vanlig groda   | Rana temporaria       | Linnaeus, 1758  | LC          | Поширена по всій країні до висоти 1000 м над рівнем моря.                                                              |            |